# Saint-Philbert-de-Bouaine
 Saint-Philbert-de-Bouaine  es una población y comuna francesa, en la región de Países del Loira, departamento de Vendée, en el distrito de La Roche-sur-Yon y cantón de Rocheservière.

## Demografía
| 1771 | 1810 | 1918 | 2032 | 2105 | 2255 |
| Para los censos de 1962 a 1999 la población legal corresponde a la población sin duplicidades (Fuente: INSEE [Consultar]) |      |      |      |      |      |